# Fondation Khovanski

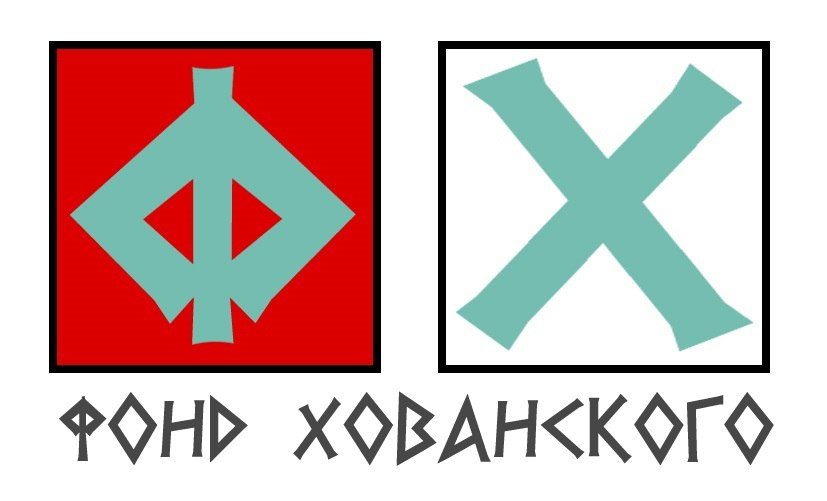
Emblème de la Fondation Khovanski

La Fondation Khovanski (russe: Фонд Хованского; en anglais : The Khovansky Foundation) est une organisation à but non lucratif, fondée à Voronej en 1899 qui est destinée à soutenir les enseignants de philologie et d'histoire et leurs éditeurs. Elle est financée par des fonds propres et les dons de citoyens et d’associations. 

## Devise
La devise de la fondation est inscrite dans la parole de d'A. A. Khovanski: « le trésor de la connaissance est inestimable ; il se distingue également par le fait que la personne faisant un don ne le perd pas, mais qu'au contraire, une donation faite ici est aussi une acquisition car l’enrichissement de l’instruction publique enrichit celui qui a donné. »

## Histoire
Après la mort de l'éditeur A. Khovanski (le 29 janvier 1899) la Fondation et un prix ont été créés pour les meilleurs professeurs de philologie et d'histoire.
En 1917, la Fondation et la revue scientifique Filologitcheskie Zapiski ont cessé leur activité pendant presque un siècle.
Les fonds Khovanski ont été reconstitués à l'occasion du 110e anniversaire de la fondation (le 4 novembre 2009) toujours dans le but de soutenir les professeurs et les éditeurs.

## Activités
L'objectif des fonds est de déterminer dans le contexte de "la parole vivante" le classement des meilleurs professeurs de langues et d'histoire, dans le but de fournir un soutien matériel aux vainqueurs.
L’autre visée des fonds est d’attribuer une prime annuelle spéciale pour des éditeurs.
La Fondation effectue sa recherche dans les domaines suivants: linguistique comparative, mythologie comparative, histoire locale, psychologie sociale et ethnique, psycholinguistique et sémiotique.

## Récompenses

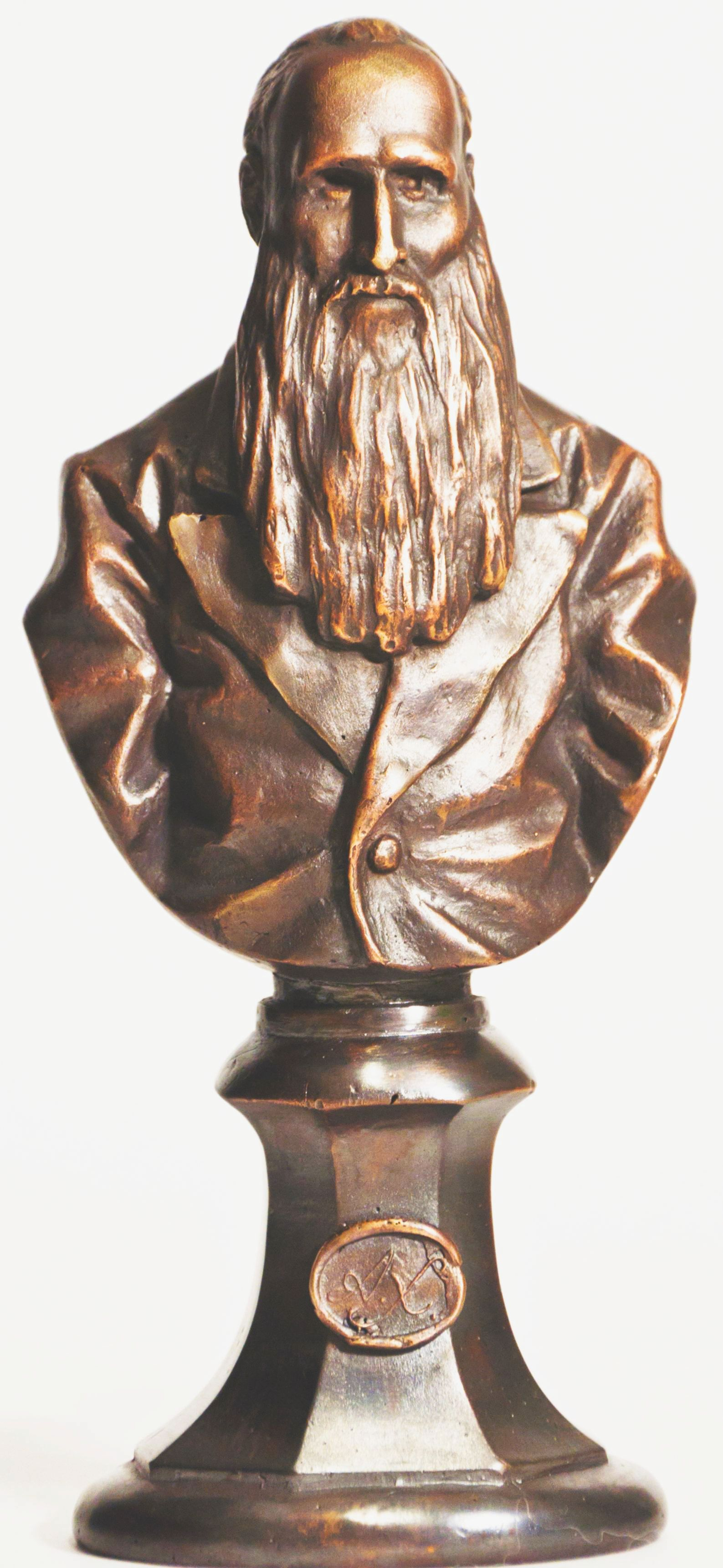
Statuette de Khovanski

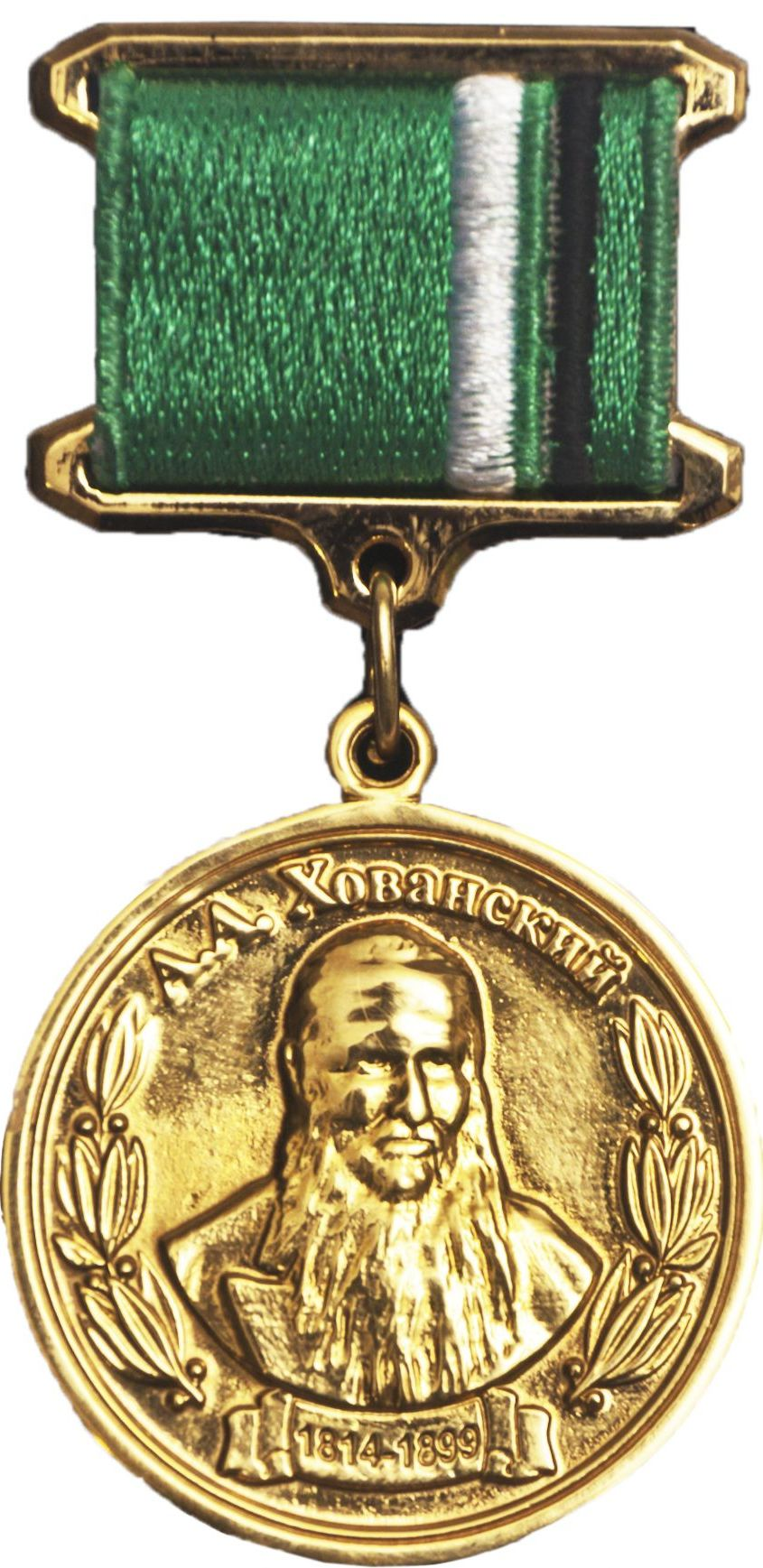
Médaille de Khovanski

En signe de l’anniversaire de deux cents ans de Alexeϊ Khovanski la Fondation a fondé les décorations distinctives : une médaille "Le mot vif" pour la décoration personnelle des maîtres de français et une statuette pour les collectifs pédagogiques et créateurs.

### La statuette de A. A. Khovanski
Le design et la statuette même ont été créés par un sculpteur connu de Voronej Maxim Dikunov en deux versions: pour les collectifs pédagogiques et pour les rédacteurs des éditions. La statuette a reçu le nom "Alexiϊ".

### Médaille "LE MOT VIF"
Les maîtres et pédagogues sont décorés par la médaille "Le mot vif".
Sur le front des médailles de bronze, d'argent et d'or avec 32 cm de diamètre le buste de Khovanski est représenté. Le buste est encardré par la couronne de lauriers. En bas les dates de sa vie sont placées, en haut est une inscription "A.A. Khovanski". L’envers des médailles représente un livre, d’où les rayons du soleil viennent, avec une inscription "Le mot vif" en bas.